# جیک لیمن
جیک لیمن (انگلیسی: Jake Layman؛ زادهٔ ۷ مارس ۱۹۹۴) بازیکن بسکتبال اهل ایالات متحده آمریکا است.
از باشگاه‌هایی که در آن بازی کرده‌است می‌توان به مینه‌سوتا تیمبرولوز، پورتلند تریل بلیزرز، و باشگاه بسکتبال مانرسا اشاره کرد.
وی در مسابقات کشوری و بین‌المللی در مجموع برندهٔ ۱ مدال طلا شده‌است.